# Паранормална активност 4
„Паранормална активност 4“ (на английски: Paranormal Activity 4) е американски свръхестествен филм на ужасите от 2012 г.

## Сюжет
Внимание:  Текстът по-долу разкрива сюжета на произведението (или части от него)!
Действието се развива през 2011 г. Семейството на Алекс Нелсън живее в Хендерсън, Невада. Около доведения брат на Алекс - Уаят, започват да се случват странни неща, след като Кейти и нейният син Роби се преместват в къщата отсреща. Алекс и гаджето ѝ Бен слагат видеокамери в къщата.

## Актьорски състав
- Катрин Нютон – Алекс Нелсън
- Мат Шайвели – Бен
- Айден Лавкамп – Уаят Нелсън / Хънтър Рей
- Брейди Алън – Роби
- Стивън Дънам – Дъг Нелсън
- Алексондра Лий – Холи Нелсън
- Кейти Федърстън – Кейти